# Джозеф Ділейні
Джо́зеф Діле́йні (англ. Joseph Delaney; 25 липня 1945, Престон, Англія — 16 серпня 2022) — британський письменник, автор книг в жанрі фентезі та фантастики. Найбільшу славу йому принесла серія дитячої літератури в жанрі темне фентезі, «Spook's», натхнена фольклором, історією та географією Ланкашира. Книжки серії видавались у більш ніж 30 країнах, загальний їхній тираж склав понад 4,5 мільйона копій.
Ділейні почав свою кар'єру, як вчитель, але водночас писав у жанрах наукова фантастика та фентезі під псевдонімом «J. K. Haderack». Твори Ділейні для дорослих не були успішними, та потім він почав писати книжки для дітей вже під справжнім іменем: першим таким твором став «Учень відьмака», що вийшов у 2004. Книга стала неабияким успіхом, вона отримала кілька премій, усього було продано понад 3 мільйони її примірників. По книзі було поставлено п'єсу, зроблено фільм «Сьомий син» та написано графічний роман.
«Учень відьмака» був першою книгою серії книг Spook's, що тепер налічує 20 книг; також у серії є кілька дотичних робіт у тому ж всесвіті. Після виходу другої книжки серії, Ділейні перестав викладати та став писати книжки на постійній основі. Крім того, Ділейні був автором ще двох серій дитячих книжок: науково-фантастичної фентезійної трилогії «Арена 13», та темно-фентезійної дилогії «Аберації».
Ділейні помер у Манчестері у 2022 році, у віці 77 років. Його остання книжка, «Брат Вульф: Війна Вульфа», вийшла посмертно, наступного року.

## Життєпис

### Раннє життя
Джозеф Генрі Ділейні народився 25 липня 1945 року в Престоні в сім'ї робітника. Був найстаршим з 4 дітей. У дитинстві час від часу бачив один і той же кошмар: він сідав поряд із матір'ю, поки та в'язала, як раптом з льоху по нього приходила тіньова істота, брала із собою та відносила в темряву.
Ділейні вчився у Престонському католицькому коледжі, потім працював інженером та слюсарем, як підмайстер. Складав Рівень А в нічній школі, потім здобував освіту з англійської мови, історії та соціології в університеті Ланкастера.
Після випуску навчався в коледжі Святого Мартіна на вчителя. Потім став викладати англійську мову в коледжі Blackpool Sixth Form[уточнити переклад], де започаткував Кафедру медіа та кінознавства.
У 1980-х, Ділейні здобув ступінь у Відкритому університеті, бо прагнув стати програмістом. У 1983 році переїхав до села Столмайн, де дізнався, що колись там священник побачив боґґарта. Ділейні це занотував, та ця історія потім стане натхненням для серії Spook's.

### Письменницька діяльність
Перші свої роботи Ділейні писав під псевдонімом «J. K. Haderack», що є відсиланням на Квізаца Хедераха зі всесвіту «Дюни» Френка Герберта. Через проблеми з видаванням його науково-фантастичних та фентезійних творів для дорослої аудиторії, його помічник порадив спробувати написати щось для молодшої аудиторії, аби його видав видавець творів для дітей.
Через це Ділейні почав писати книгу на базі оповідання, написаного в 1993 році, натхненного боґґартом, побаченим у Столмайні, а також фольклором, історією та біографією Ланкашира. Також Ділейні надихався своїми дитячими спогадами та пригодами. У 2004 році, цю книжку було видано під назвою «Учень відьмака» (англ. The Spook's Apprentice) під його справжнім ім'ям. Ця книжка започаткувала серію книжок «Spook's». Вихід книги обернувся великим успіхом, було продано понад 3 мільйони примірників. Книга виграла премії: Sefton Book Award, Hampshire Book Award та Prix Plaisirs de Lire, а також номінувалась на Lancashire Book of the Year.
Головний герой серії «Spook's» — Том Ворд, учень Джона Ґреґорі, місцевого відьмака. Книжки серії виходили у більш ніж 30 країнах, було продано понад 4,5 мільйона копій. Після виходу другої книги, Ділейні перестав викладати та став на постійній основі писати книги.
Ділейні казав, що двома найбільшими натхненниками для нього були Джон Толкін та Френк Герберт. Подібно до Брема Стокера, автора «Дракули», Ділейні використовує у творах сюжети зі снів. Він також казав, що ніколи не планував подальших подій у творах під час їхнього написання.
Ділейні багато подорожував, аби привернути увагу до своїх книг, зокрема, він часто приїздив до Нової Зеландії та Сингапура взимку через нелюбов до холодної погоди. Однак найбільше часу він проводив на малій батьківщині, у Ланкаширі, джерелі натхнення його літературної діяльності.
Ділейні був автором ще двох серій книжок для дітей. З 2015 по 2017 рік, він випускав науково-фантастичну та фентезійну трилогію «Арена 13». Трилогія описує подорож шістнадцятирічного Лейфа, що прагне перемогти у сумнозвісній Арені 13 та здолати Хоба, злу істоту, відповідальну за смерть сім'ї Лейфа. З 2018 по 2019, він випускав дилогію «Аберації» в жанрі темне фентезі, де розповідалась історія Крафті, що застряг у тумані, має тренуватись, керувати порталами для гільдії та покладатись на хитрість, аби вижити.

### Смерть
Ділейні помер 16 серпня 2022 року в Манчестері після тривалої хвороби у віці 77 років. До самої смерті працював над останньою книгою, «Брат Вульф: Війна Вульфа». Її було видано посмертно у 2023.

## Особисте життя
Ділейні одружився з Мері Сміт у 1968 році. В них було троє дітей та дев'ять внуків. Мері померла від раку у 2007 році. У 2014 році, Ділейні одружився з Рані Канчер Ваннітамбі.
Ділейні був повним тезкою іншого Джозефа Ділейні, американського письменника-наукового фантаста, автора кількох книг та оповідань.